# Talakhu
Talakhu (nep. तलाखु) – gaun wikas samiti w środkowej części Nepalu w strefie Bagmati w dystrykcie Nuwakot. Według nepalskiego spisu powszechnego z 2001 roku liczył on 674 gospodarstw domowych i 3529 mieszkańców (1774 kobiet i 1755 mężczyzn).